# Карандиру (фильм)
Карандиру́ (порт. Carandiru) — фильм аргентино-бразильского режиссёра Эктора Бабенко, основанный на реальных событиях (бойня в тюрьме Карандиру), описанных в книге Драузиу Вареллы «Станция Карандиру». Фильм повествует о быте и жизни обитателей «Карандиру», самой известной тюрьмы Сан-Паулу, существовавшей с 1920 года до её сноса в 2002 году.
В 2003 году номинировался на «Золотую пальмовую ветвь» на кинофестивале в Каннах.

## Сюжет
Доктор Варелла на бесплатных началах в качестве волонтёра прибывает в тюрьму Карандиру с целью профилактики СПИДа среди заключённых. В первый же день он знакомится с жизнью и порядками в переполненной тюрьме. Многие заключённые рассказывают ему свои истории событий, ставших причиной их ареста. Это реальные истории про любовь, смерть, месть, наркотики.
Кульминацией экранного действия становится бунт заключённых и последовавшая в ответ на него бойня в тюрьме Карандиру. В результате полицейской операции в 1992 году против бунтовщиков погибло 111 заключённых.

## В ролях
| Актёр                   | Роль            |
| ----------------------- | --------------- |
| Луиз Карлус Васконселус | Драузиу Варелла |
| Милтон Гонсалвес        | Шику            |
| Иван ди Алмейда         | Эбони           |
| Аилтон Граса            | Мажестади       |
| Мария Луиза Мендонса    | Далва           |
| Аида Лейнер             | Розирени        |
| Родриго Санторо         | Леди Ди         |
| Рита Каддилак           | Рита Каддилак   |
| Жеру Камилу             | No Way          |
| Лазаро Рамос            | Эзекиел         |
| Кайо Блат               | Деусдете        |
| Вагнер Моура            | Зику            |
| Мильем Кортаз           | Пейшейра        |
| Жулия Янина             | Франсинеди      |
| Сабрина Греве           | Катарина        |
| Флориану Пейшоту        | Антониу Карлус  |
| Рикарду Блат            | Клаудиумиру     |
| Ванесса Жербелли        | Селия           |
| Леона Кавалли           | Дина            |
| Дионисиу Нету           | Лула            |
| Антониу Грасси          | охранник Пирес  |
| Нельсон Машаду          |                 |
| Габриэл Брага Нуннес    | Сержиу          |
| Сержиу Лороза           | толстяк         |
| Энрике Диаз             | Жилсон          |
| Робсон Нунес            | Дада            |

## Награды
- 2003 — 7 премий Гаванского кинофестиваля.
- 2004 — 2 премии (гран-при Бразильского кино): лучший фильм, лучшая адаптация.
- 2004 — премия кинофестиваля в Картахене: лучший фильм.

## Производство
Процесс создания картины занял три года. Среди более чем 8000 участников массовки были и бывшие реальные узники Карандиру.